# Organska spojina
Organske spojine so velik razred spojin, ki vsebujejo ogljik in vodik. Iz zgodovinskih razlogov sem ne uvrščamo karbonatov, enostavnih ogljikovih oksidov in cianidov ter ogljikovih alotropov (npr. diamanta).
Razdelitev na organske in anorganske ogljikove spojine tako ni povsem natančna in se uporablja predvsem zaradi tradicije, še vedno pa je uporabna vsaj za grobo klasifikacijo teh spojin. 
Ogljik je element IV skupine. Ima štiri zunanje elektrone in mu popolne zgradbe manjkajo še štirje elektroni. Zato se vedno veže s štiri vezmi. V organskih spojinah so lahko to vezi enojne, dvojne ali trojne. Za vse organske spojine je značilno, da so to stabilne spojine ki na zraku samodejno ne oksidirajo.
S preučevanjem organskih spojin se ukvarja organska kemija, z njihovo sintezo pa organska sinteza.